# Moulin à eau de Frampton
Pour les articles homonymes, voir Frampton (homonymie) et moulin à eau (homonymie).
Le Moulin à eau de Frampton est l'un des derniers moulins à eau du Québec au Canada.

## Identification
- Nom du bâtiment : Moulin 1862
- Adresse civique : 390, route 275
- Municipalité : Frampton
- Propriété : Privée

## Construction
- Date de construction : 1862
- Nom du constructeur :
- Nom du propriétaire initial :

## Chronologie
- Évolution du bâtiment : Au début des années 1940, le moulin cessa sa production.
- Propriétaires :
  - 1974 : Chambre de commerce de Frampton
  - Début des années 1980 : Michel et Denise Carreau
- Meuniers :
- Transformations majeures : En 1974, la Chambre de commerce de Frampton entreprit sa restauration et sa relocalisation sur la route 275, près de la Station Multiair, pour en faire un attrait touristique. Quelques années plus tard, le Cencle des fermières de Frampton convertit le moulin en centre régional d'artisanat. Au début des années 1980, le moulin est vendu au couple Carreau qui en font une auberge[1].

## Architecture
Le moulin est un bâtiment d'un étage, coiffé d'un toit à deux versants droits.
Transformé en auberge dans les années 1980, l'ancien moulin comprend maintenant une salle à manger pouvant accueillir 40 personnes, un salon, un dortoir comprenant sept lits doubles et huit lits simples, une chambre à un lit et une salle de bains. Le moulin-auberge est classifié deux étoiles.

## Mise en valeur
- Constat de mise en valeur : Auberge.
- Site d'origine : Non, il a été déménagé peu après 1974.
- Constat sommaire d'intégrité : Restauré ou rénové à partir de 1974. Il n'y a plus de mécanismes.
- Responsable : Propriétaires privés.

## Note
Le plan de cet article a été tiré du Grand répertoire du patrimoine bâti de Montréal et de l'Inventaire des lieux de mémoire de la Nouvelle-France.